# Pilgrim-Airlines-Flug 458
Pilgrim-Airlines-Flug 458 (Flugnummer PM458, Funkrufzeichen: PILGRIM 458) war ein Inlandslinienflug der Pilgrim Airlines von New York City nach Boston mit Zwischenlandungen in Bridgeport, New Haven, und Groton, Connecticut, auf dem es am 21. Februar 1982 zu einem Notfall an Bord kam, als im Bereich der Scheibenwaschanlage der eingesetzten de Havilland Canada DHC-6-100 Twin Otter ein Brand ausbrach, der eine Notlandung auf einem zugefrorenen See erforderlich machte, die als Bruchlandung ausgeführt wurde. Eine Passagierin starb, die übrigen elf Personen wurden verletzt.

## Maschine
Bei der Maschine handelte es sich um eine de Havilland Canada DHC-6-100 Twin Otter mit der Werknummer 105. Die Maschine wurde im Jahr 1968 im Werk von de Havilland Canada in Downsview, Ontario endmontiert. Die Twin Otter wurde zunächst mit dem Luftfahrzeugkennzeichen N17132 auf den Hersteller zugelassen. Das Rollout der Maschine erfolgte am 10. Februar 1968, der Erstflug am 14. Februar 1968. Die Twin Otter war ursprünglich zur Abnahme durch die NASA Commuter Service vorgesehen, dazu kam es jedoch nicht. Am 22. Februar 1968 wurde die Maschine an die Cable Commuter Airlines ausgeliefert. Im Mai 1968 übernahm Golden West Airlines die Maschine und ließ sie mit dem neuen Kennzeichen N244GW wieder zu. Ab dem 11. März 1969 war die Maschine an die AeroCommuter verleast, ehe sie am 15. Juli 1969 zur Golden West Airlines zurückkehrte. Am dem 8. April 1970 war die Maschine auf Pilgrim Airlines zugelassen, ab September 1970 trug sie ihr letztes Kennzeichen N127PM. Das zweimotorige Zubringerflugzeug war mit zwei Turboproptriebwerken des Typs Pratt & Whitney Canada PT6A-20 ausgestattet. Bis zum Zeitpunkt des Unfalls hatte die Maschine ein kumulierte Betriebsleistung von 27.015 Betriebsstunden absolviert.

## Passagiere und Besatzung
Den Flug auf dem Flugabschnitt von Groton nach Boston hatten 10 Passagiere angetreten. Es befand sich eine zweiköpfige Besatzung an Bord der Maschine, bestehend aus einem Flugkapitän und einem ersten Offizier. Auf dem Regionalflug waren keine Flugbegleiter vorgesehen. Der 36-jährige Flugkapitän Thomas N. Prinster gehörte seit dem 1. Februar 1979 der Pilgrim Airlines an. Zum Steuern einer de Havilland DHC-3 Twin Otter hatte er am 30. Mai 1979 das Training beendet. Prinster hatte von seinen 6.500 Stunden Flugerfahrung 2.700 Stunden im Cockpit der de Havilland DHC-3 Twin Otter absolviert. Der 27-jährige Erste Offizier Lyle W. Hogg gehörte seit dem 14. September 1981 der Pilgrim Airlines an und war am 19. September 1981 zum Ersten Offizier ernannt worden. Hogg hatte von seinen 2.100 Stunden Flugerfahrung 400 Stunden im Cockpit der de Havilland DHC-3 Twin Otter absolviert.

## Unfallhergang

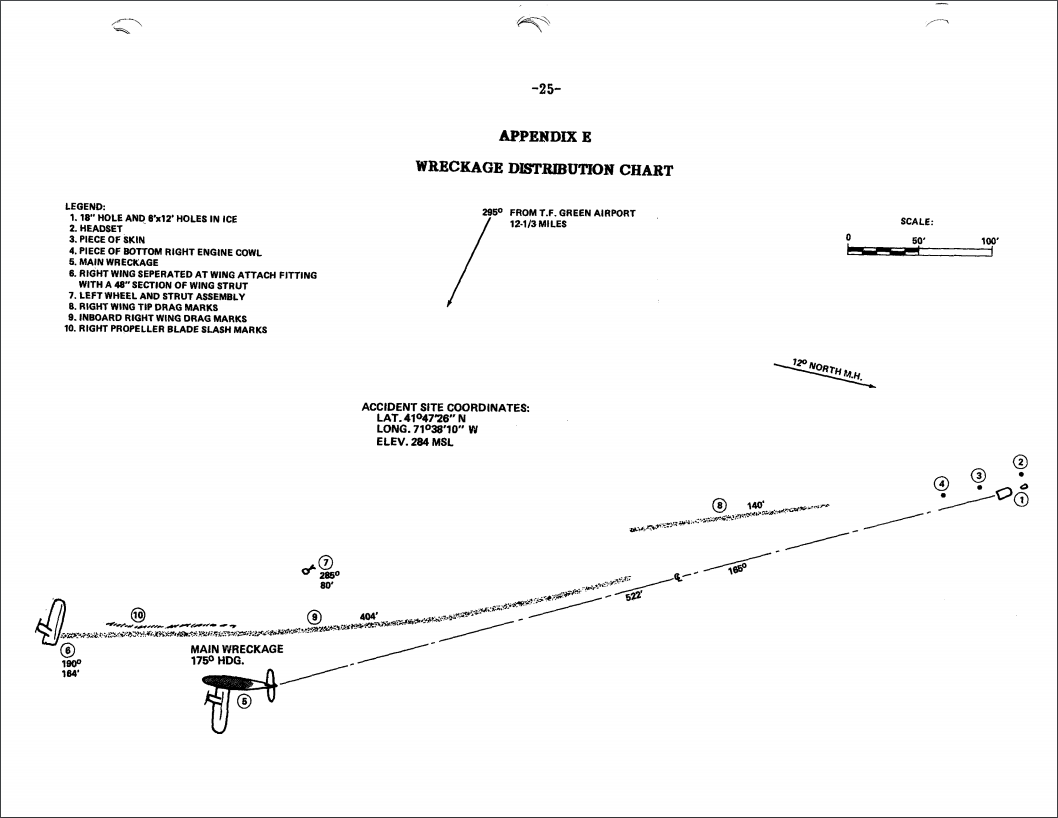
Verteilung der Wrackteile von Flug 458 am Ort der Notlandung

Die drei Etappen des Fluges von LaGuardia nach Groton verliefen ohne Zwischenfälle. In Groton übergab die Flugbesatzung, die die ersten drei Teilstrecken geflogen hatte, das Flugzeug an die Flugbesatzung für die letzte Teilstrecke Groton–Boston, und das Flugzeug hob um 15:10 Uhr Eastern Standard Time von Groton ab. Etwa 15 Minuten später, während des Fluges über dem Nordwesten von Rhode Island, stellte der erste Offizier Lyle Hogg eine leichte Vereisung der Windschutzscheibe fest und aktivierte zweimal das Scheibenwasch-/Enteisungssystem, ohne erkennbare Wirkung; während des zweiten Enteisungsversuchs roch Hogg Alkohol, was ihn veranlasste, die Enteisung abzubrechen. Kurz darauf drang Rauch in das Cockpit an der Basis der Steuersäule ein. Kapitän Thomas Prinster setzte sich mit der Flugsicherung in Verbindung, meldete einen Notfall und forderte Radarvektoren für eine Notlandung auf dem T. F. Green Airport an, die er auch erhielt; die Rettungsmannschaften des Flughafens wurden zur Unterstützung des Flugzeugs nach dessen Ankunft gerufen. Der Rauch im Cockpit wurde schnell so dicht, dass die Piloten weder ihre Cockpit-Instrumente noch einander sehen konnten und ihre Seitenfenster öffnen mussten, um Sicht und Luft zu bekommen. Als das Flugzeug von seiner Reiseflughöhe von 4000 Fuß (1200 m) sank, brach im Cockpit und in der vorderen Kabine ein Feuer aus, das Prinster, Hogg und (in geringerem Maße) zwei Passagiere schwer verbrannte, die erfolglos versuchten, das Feuer in der Kabine zu löschen; Die überlebenden Passagiere beschrieben das Feuer in der Kabine als „rollend“ oder wie einen „flammenden Fluss“. Die Hitze des Feuers ließ die Audio-Headsets der Besatzung schmelzen, so dass sie abgeworfen werden mussten. Während des Notlandeanflugs schlug einer der beiden Passagiere, die versuchten, das Feuer in der Kabine zu bekämpfen, der außerdienstliche USAir-Flugingenieur Harry Polychron, mit einem Tennisschläger die Kabinenfenster ein, um den Rauch aus der Passagierkabine zu entfernen.
Gegen 15:33 Uhr, als er den Flughafen T. F. Green nicht mehr rechtzeitig erreichen konnte, führte Kapitän Prinster eine Notlandung auf dem fußdicken Eis des westlichen Arms des Scituate Reservoirs durch, 12,5 Meilen (10,9 nmi; 20,1 km) westnordwestlich des Flughafens, wobei die rechte Tragfläche und das linke Hauptfahrwerk beim Aufprall abbrachen. Der Besatzung und neun der zehn Passagiere gelang es, das brennende Flugzeug zu verlassen und an Land zu gehen (die zehnte Person, eine 59-jährige Frau mit schwerer chronisch obstruktiver Lungenerkrankung und ausgeprägter Atherosklerose, wurde von Rauch und giftigen Gasen überwältigt, bevor sie entkommen konnte). Die meisten Passagiere erlitten bei der harten Landung mehr oder weniger schwere Verletzungen durch stumpfe Gewalteinwirkung, die Besatzung und zwei Passagiere erlitten Verbrennungen durch das Feuer während des Fluges (Kapitän Prinster erlitt Verbrennungen zweiten bis dritten Grades auf 50 bis 70 Prozent seiner Körperoberfläche und verbrachte Monate im Krankenhaus, überlebte aber schließlich; Der Erste Offizier Hogg erlitt zwar ebenfalls Verbrennungen zweiten bis dritten Grades, aber weniger schwere Verbrennungen, da er dickere Kleidung trug und sich das Feuer auf die linke Seite des Flugzeugs konzentrierte; die beiden betroffenen Passagiere erlitten Verbrennungen ersten und zweiten Grades an Händen und Armen). Der Rumpf des Flugzeugs wurde nach der Landung durch das Feuer fast vollständig zerstört. Die einzigen erhaltenen Teile der Passagierkabine waren die Sitzgestelle aus rostfreiem Stahl und die geschmolzene untere Rumpfstruktur.
Als Unfallursache wurden der fehlerhafte Aufbau und die mangelhafte Wartung des alkohol-basierten Scheibenwasch-und-enteisungssystems benannt, die zu einem Feuer an Bord führten. Was den Brand letztlich auslöste, konnte nicht festgestellt werden.